# Pawlow-Poliklinik

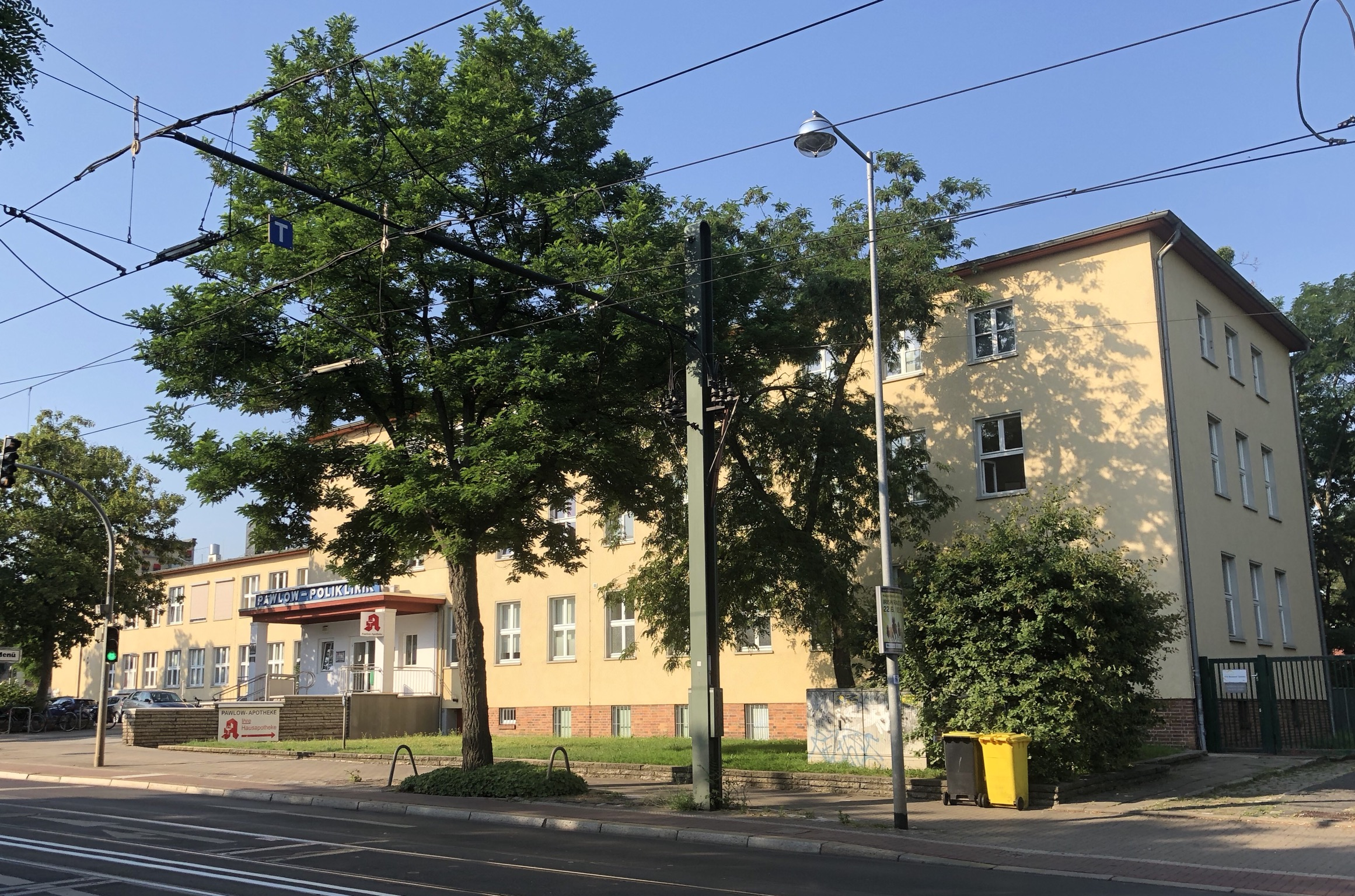
Pawlow-Poliklinik, 2019

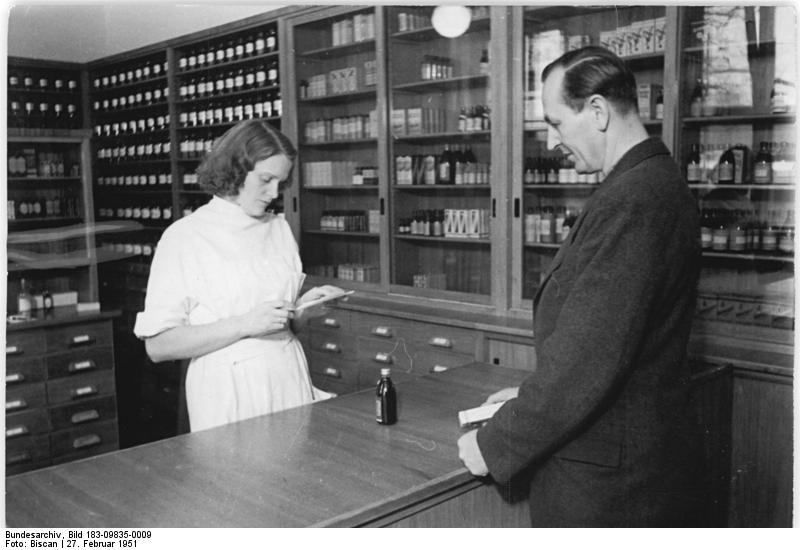
Apotheke im Jahr 1951

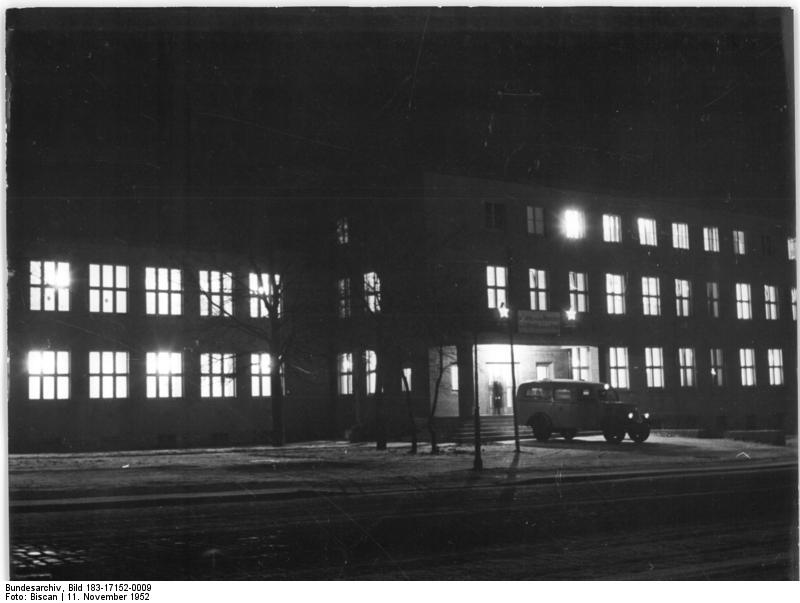
Pawlow-Poliklinik bei Nacht, 1952

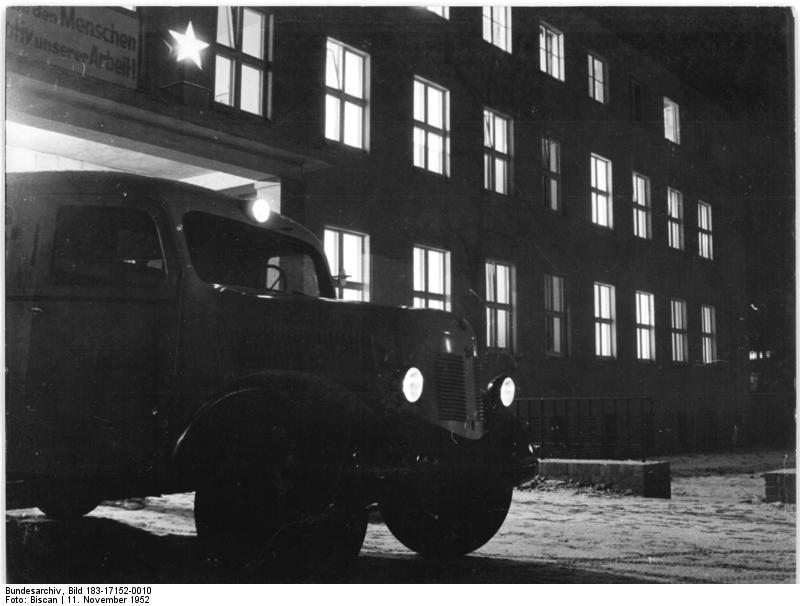
Nachtaufnahme 1952

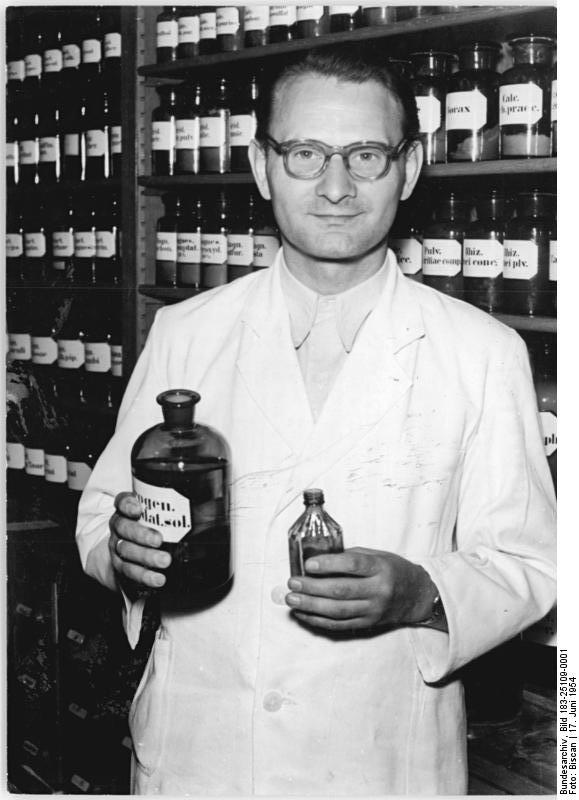
Leitender Apotheker Walter Wenzel, 1954

Die Pawlow-Poliklinik ist ein Ärztehaus in Magdeburg in Sachsen-Anhalt. Zeitweise wurde das Gebäude als Baudenkmal betrachtet.

## Lage
Sie befindet sich im Magdeburger Stadtteil Buckau, westlich der Schönebecker Straße, an der Adresse Schönebecker Straße 68a.

## Architektur und Geschichte
Die nach dem russischen Mediziner Iwan Petrowitsch Pawlow benannte Poliklinik wurde im Jahr 1951 als Poliklinik der in der Nähe gelegenen, in der sogenannten AMO vereinigten SAG-Betriebe Krupp-Gruson, Buckau-Wolf, Otto Gruson und Schäffer & Budenberg fertiggestellt. Der Entwurf stammte vom Architekten Arno Meng.
Es entstanden in Ziegelbauweise drei flach gedeckte Baukörper. Sie zeichnen sich durch eine klare Gliederung und einen repräsentativ zur Straße ausgerichteten Eingangsbereich aus. Die ersten Fachabteilungen der Poliklinik sollen noch vor 1950 ihre Arbeit aufgenommen haben. Neben den Angehörigen der Betriebe wurden auch die Bewohner der umliegenden Wohngebiete medizinisch versorgt. In der Pawlow-Poliklinik befand sich wohl zumindest seit 1951 eine Apotheke. Andere Angaben nennen als Jahr der Eröffnung erst das Jahr 1952.
Der Bau gilt als frühes Beispiel einer neu errichteten Gesundheitseinrichtung der DDR. In der Zeit der DDR lautete die Adressierung des Gebäudes Straße der DSF 68.
Am 1. April 1991 wurde nach der politischen Wende in der DDR die Poliklinik in ein Ärztehaus umgewandelt. Dafür wurden von den bisherigen Mitarbeitern der Poliklinik Arztpraxen gebildet. Das Klinikgebäude wurde in den folgenden Jahren schrittweise saniert und das Spektrum an Fachärzten verbreitert.
Anfang der 1990er Jahre wurde die Pawlow-Poliklinik in der Literatur als Denkmal geführt, ist jedoch zumindest seit 2009 nicht im örtlichen Denkmalverzeichnis gelistet.

## Ausstattung
In der Pawlow-Poliklinik befinden sich heute (Stand 2019) Praxen für Allgemeinmedizin, Augenheilkunde, Chirurgie, Frauenheilkunde, Hals-Nasen-Ohrenheilkunde, Logopädie und Ergotherapie, Mammographiescreening, Neurologie und Psychiatrie, Nuklearmedizin, Physikalische und Rehabilitative Medizin, Physiotherapie, Psychotherapie, Radiologische Diagnostik und Zahnmedizin. Darüber hinaus bestehen zwei Praxen für Innere Medizin und auch weiterhin die Apotheke.